# Cucal de Java
El cucal de Java (Centropus nigrorufus) és una espècie d'ocell de la família dels cucúlids (Cuculidae) que habita matolls i boscos de Java.